# Torta lunare
La torta lunare (月餅T, 月饼S, yuèbǐngP, yüeh-pingW, jyutping: jyut6 beng2) è un dolce cinese tradizionalmente consumato durante la Festa di metà autunno, una delle festività cinesi più importanti. La torta lunare deriva il suo nome dal fatto che la festa di metà autunno è dedicata all'osservazione ed al culto della Luna.
Le torte lunari tradizionali sono rotonde o rettangolari, hanno un diametro di circa 10 cm ed una profondità di 4–5 cm. Un ripieno spesso e pastoso, composto tradizionalmente di anko o di pasta di semi di loto, è circondato da una crosta sottile (2-3 mm) e può a volte contenere tuorli marinati d'anatra. Le torte lunari vengono solitamente consumate come accompagnamento al tè. In tempi moderni, è diventata pratica comune regalare le torte lunari ai propri clienti o familiari, pratica che ha portato alla creazione di torte sempre più fantasiose e lontane dalla tradizione.

## Descrizione generale
La maggior parte delle torte lunari consistono di una sfoglia di pasta tenera e sottile che avvolge un ripieno denso e dolce, e può contenere uno o due tuorli d'uovo salati interi posti al centro, a simboleggiare la luna piena. Molto raramente, le torte possono essere servite anche cotte al vapore o fritte, ma la cottura tradizionale è al forno.
Tradizionalmente, le torte lunari hanno una stampa di caratteri cinesi che simboleggiano "longevità" e "armonia", anche se spesso si trovano caratteri che indicano il nome della pasticceria che ha prodotto il dolce oppure il tipo di ripieno che vi si può trovare. A volte i caratteri possono essere decorati con una cornice stampata che rappresenta la luna, la dea della luna Chang'e, dei fiori, dei tralci di vite o un coniglio (simbolo cinese della luna).

## Storia

### Festa di metà autunno
La festa di metà autunno è collegata al culto ed alle leggende di Chang'e, la mitologica dea lunare dell'immortalità.

Secondo il Libro dei riti (Li Ji), l'antico testo cinese che raccoglieva gli usi e i costumi cerimoniali, l'imperatore doveva ogni anno offrire sacrifici al sole in primavera ed alla luna in autunno. Il quindicesimo giorno dell'ottavo mese del calendario lunare cade il giorno chiamato di "mezzo autunno". La notte del giorno di mezzo autunno è chiamata "notte della luna". Durante la dinastia Song (420), questo giorno fu ufficialmente istituito come Festa di metà autunno.
Grazie al ruolo centrale che rivestono all'interno della festa di metà autunno, le torte lunari sono rimaste popolari fino ai giorni nostri. L'importanza cerimoniale delle torte lunari hanno fatto sì che, recentemente, la festa di metà autunno iniziasse ad essere chiamata anche "festa delle torte lunari".

### La rivoluzione Ming
Secondo una leggenda popolare cinese, il rovesciamento del governo mongolo degli Yuan fu facilitato proprio dall'opportunità di passare messaggi segreti nelle torte lunari.
Le torte lunari furono usate come mezzo di comunicazione per distribuire lettere segrete dai rivoluzionari della dinastia Ming, durante lo spionaggio volto a ribaltare il governo straniero della dinastia Yuan in Cina. Si dice che l'idea sia stata concepita da Zhu Yuanzhang (朱元璋) e dal suo consigliere Liu Bowen (劉伯溫), i quali misero in giro delle voci secondo le quali si stesse diffondendo un'epidemia mortale, e che il solo modo per evitarla era mangiare delle torte lunari speciali. Questo incoraggiò la distribuzione veloce delle torte lunari, che venivano usate in realtà per nascondere messaggi segreti che avrebbero dovuto coordinare i cinesi Han durante la rivolta del quindicesimo giorno dell'ottavo mese lunare.
Un altro metodo di nascondere messaggi era quello di stampare sulla faccia della torta lunare un semplice rompicapo o mosaico, e poi impacchettare quattro torte insieme. Per leggere il messaggio criptato, ognuna delle quattro torte lunari doveva essere tagliata in quattro parti. I 16 pezzi di torta, allora, dovevano essere riarrangiati in modo da poter leggere il messaggio. Successivamente, i pezzi dovevano essere mangiati per eliminare ogni traccia.

## Stili tradizionali

### Ripieni

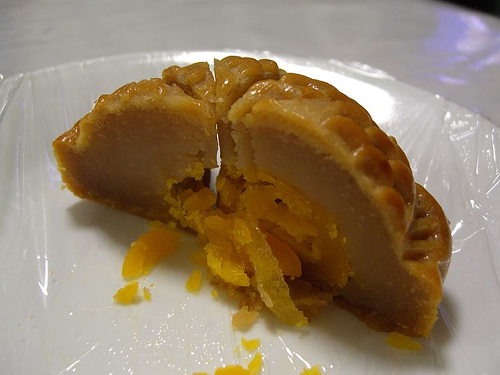
Torta lunare tagliata a metà mostra il ripieno di pasta di semi di loto che circonda il tuorlo d'uovo (il quale rappresenta la luna)

A seconda delle diverse culture regionali, le torte lunari possono essere ripiene di ingredienti diversi:
- pasta di semi di loto (蓮蓉, lían róng): considerato come il ripieno originale delle torte lunari, la pasta di semi di loto si trova in tutte le varianti regionali e non cinesi.
- anko (o pasta di fagioli dolci; 豆沙, dòu shā): sebbene questo sia il ripieno più comune per le torte lunari che si vendono nelle chinatown di tutto il mondo, in alcune varianti regionali si preferiscono altri tipi di paste di fagioli, come i fagioli mungo o i fagioli neri.
- pasta di jojoba (棗泥, zǎo ní): è una pasta dolce fatta dei frutti maturi della piante di jojoba (datteri). Il ripieno è di colore rosso scuro e di sapore leggermente acidulo.
- cinque noccioli (五仁, wǔ rén): questo ripieno consiste di cinque tipi di frutta secca e semi, sminuzzati grossolanamente e tenuti insieme da sciroppo di maltosio. Le ricette sono diverse da regione a regione, ma i frutti più comunemente usati sono: semi di zucca, semi di cocomero, noci, arachidi, mandorle e semi di sesamo. In genere, la miscela può contenere anche melone invernale caramellato, prosciutto di Jinhua o pezzi di zucchero roccioso.

### Pasta

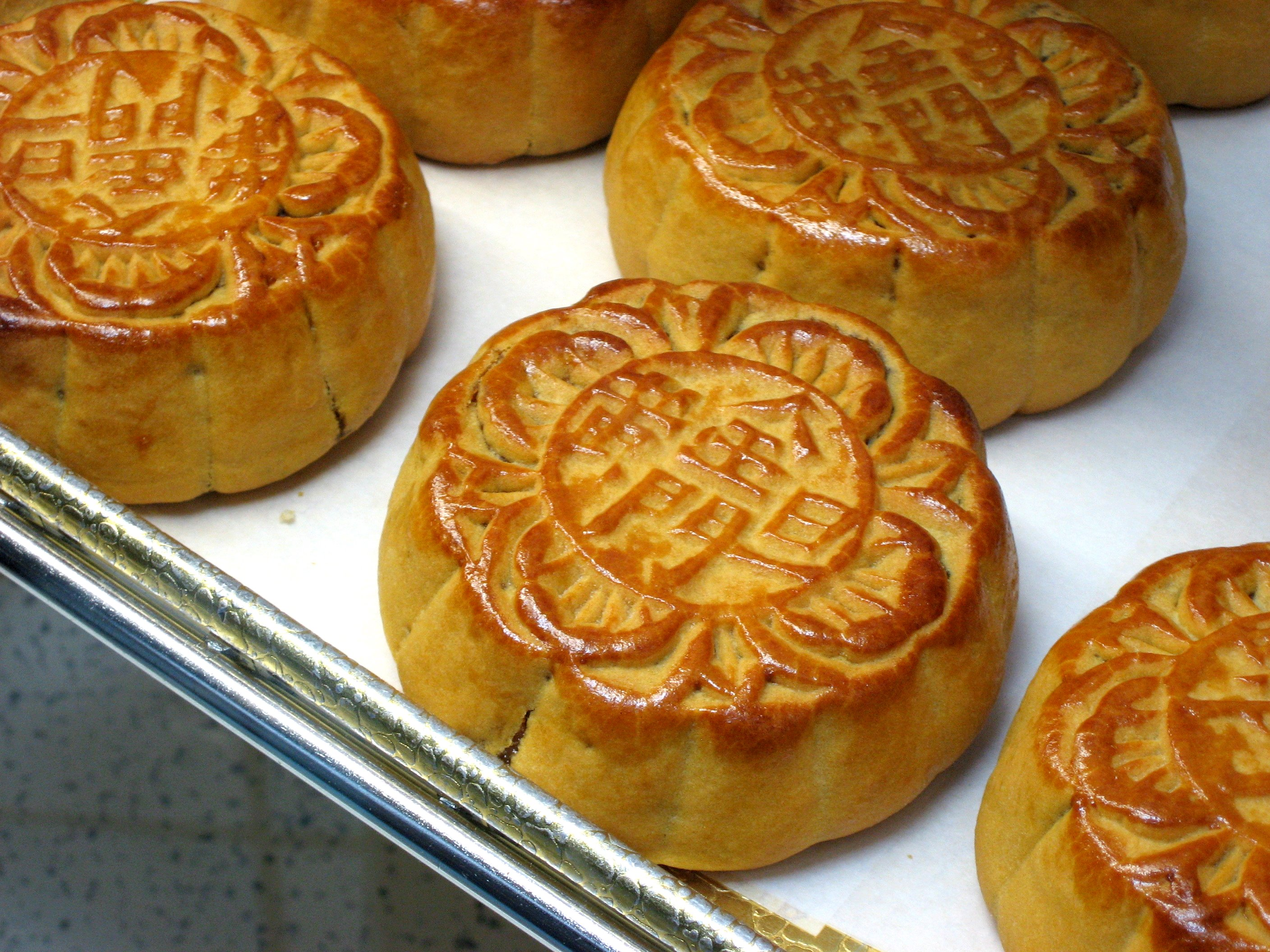
Torte lunari che esibiscono i caratteri cinesi 金門旦黃 (kinmen danhuang), che significano "tuorli d'uovo di Kinmen"

Ciò che è considerato "tradizionale" nella preparazione delle torte lunari dipende ampiamente dalla regione di produzione. In molte regioni, i tipi di ripieno possono cambiare di molto, ma le varietà di pasta sono più limitate. Sebbene si producano delle torte vegetariane nelle quali la pasta è ammassata con olii vegetali, in genere si preferisce usare il lardo animale per conferire un sapore più deciso. Nella cucina cinese, sono tre i tipi principali di paste per le torte lunari:
- gommosa: questo tipo di pasta, che presenta un colore marrone-rossiccio ed una patina lucida, è il tipo più comune di pasta nelle torte lunari cantonesi. Per merito dell'esportazione, è anche il tipo di torta che si trova comunemente nelle chinatown del Nord America e dei paesi occidentali in generale. Questa pasta si ottiene attraverso la combinazione di uno sciroppo di zucchero denso, acqua di soda (碱面 Na2CO3), farina ed olio, che le donano una consistenza gommosa eppure tenera ed un sapore piuttosto forte. Per aumentare la gommosità dell'impasto, si può aggiungere ulteriormente sciroppo di maltosio.
La pasta può essere cotta anche all'interno di formine raffiguranti pesci o porcellini (cantonese: jue zai bang; 豬仔餅) e venduta dalle pasticcerie come comuni snack.
- a falde: la pasta a falde è più comune delle varianti di torte di Suzhou e Taiwan. L'impasto viene sovrapposto arrotolando insieme strati alternati di pasta oleosa e farina precedentemente fritta in olio. La consistenza di questa pasta è simile alla pasta sfoglia.
- tenera: alcune varianti minori delle torte lunari preferiscono utilizzare una pasta tenera, piuttosto che gommosa o a falde. La consistenza di questo tipo di pasta è simile a quella della pasta frolla occidentale, che si usa per numerosi tipo di torte o pasticci. La pasta tenera delle torte lunari è principalmente un impasto omogeneo di zucchero, olio, farina ed acqua.

### Varianti regionali nella Cina continentale e a Taiwan
Tra i numerosi tipi di varianti regionali delle torte lunari, i più ampiamente consumati sono:
- torta lunare di Pechino: la torta lunare della capitale cinese ha due varianti. La prima, chiamata di qiang, è stata influenzata dalla regione di Suzhou, ha quindi un impasto leggero e spumoso piuttosto che a sfoglia. La seconda variante, chiamata fan mao, è invece composta dall'impasto bianco a falde. I due ripieni più comuni si ottengono dai boccioli di biancospino di montagna e di glicine. Le torte lunari pechinesi, in genere, sono meticolosamente decorate.
- torta lunare cantonese: originaria della provincia cinese del Guangdong, la torta lunare cantonese ha numerose varianti. Gli ingredienti più comunemente usati per il ripieno sono pasta di semi di loto, pasta di semi di melone, frutta secca, prosciutto, pollo, anatra, maiale arrosto, funghi e tuorli d'uovo. Le versioni più elaborate contengono quattro tuorli d'uovo interi, che rappresentano le quattro fasi lunari. Alcune forme recenti e contemporanee (assolutamente non tradizionali) vendute ad Hong Kong possono contenere anche cioccolata, gelato o gelatina di frutta[5].
- torta lunare di Chaoshan: variante a pasta a falde, la torta lunare di Chaoshan è stata largamente influenzata dalla variante di Suzhou, tuttavia è più grande di questa, di dimensioni simili alla varietà cantonese (anche se più sottile). I ripieni usati variano moltissimo, ma la particolarità di questa torta è la pasta, in cui il sapore del lardo dopo l'arrostimento viene enfatizzato.
- torta lunare di Ningbo: prevalentemente prodotta nella provincia del Zhejiang, questa variante ha una copertura compatta. I ripieni, principalmente salati, prediligono prosciutto e alghe. Le torte lunari di Ningbo sono particolarmente conosciute per i loro sapori salati e piccanti.
- torta lunare di Suzhou:: una delle più antiche varianti di torta lunare, quella di Suzhou è attestata più di mille anni fa. Più piccola della maggior parte delle altre varianti tradizionali, all'interno di questo tipo si possono avere più di una dozzina di variazioni distinte. La torta di Suzhou è conosciuta per il suo impasto a falde, particolarmente generoso nella distribuzione di zucchero e lardo. Queste torte hanno ripieni sia dolci che salati, ma per questi ultimi si predilige in genere un macinato di carne di maiale che andrà servito caldo. Per quanto riguarda i ripieni di dolci, il più comune è composto da sesamo nero arrostito (椒鹽, jiāoyán).
- torta lunare dello Yunnan: conosciuta anche con il nome di t'o nel dialetto locale, questa variante regionale ha la particolarità di essere impastata con una combinazione di farine di tipi diversi, come farina di riso, di grano e di grano saraceno. Nella variante dello Yunnan, i ripieni sono quasi esclusivamente dolci.
- torta lunare di Taiwan: il tipo più tradizionale di torta lunare che si trova nell'isola di Taiwan è ripiena di pasta di fagioli rossi addolcita, e a volte vi si può trovare un mochi al centro. Tra le varianti tradizionali taiwanesi, però, la più comune è una torta ripiena di fagioli mungo (lü dou, nel quale si troverà generalmente un tuorlo d'anatra saltato) o pasta di patata dolce viola (all'interno del quale, invece, può trovarsi un intero uovo d'anatra salato o un altro tipo di snack salato)[6]. In tempi recenti, si vendono molto nell'isola varianti del dolce a basso contenuto di grassi, senza lardo oppure con gelato. I ripieni contemporanei più popolari sono tè verde, cioccolato e tiramisù.

## Stili contemporanei

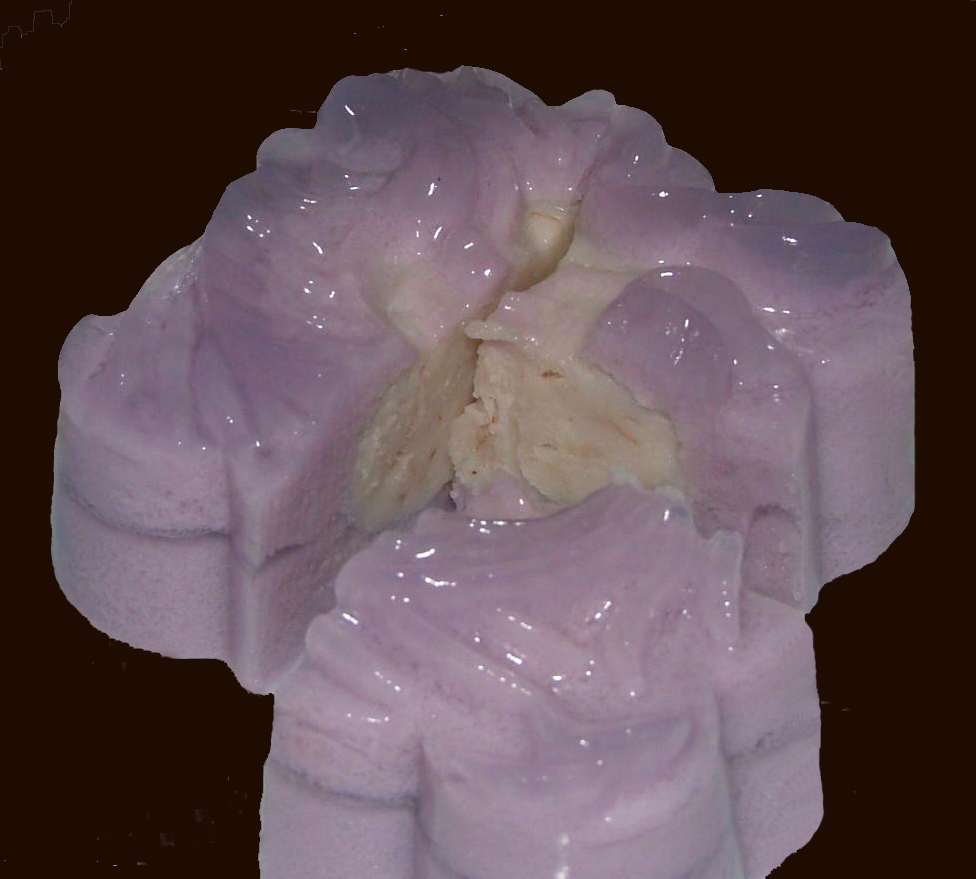
Torta lunare gelatinosa con ripieno di patata dolce

Negli anni, sia l'impasto sia la composizione dei ripieni delle torte lunari si sono ampiamente diversificati, in particolar modo a causa della spinta commerciale della competizione tra diversi produttori. Molti di questi stili contemporanei sono popolari soprattutto tra i giovani delle grandi città e tra i cinesi che vivono all'estero, dove sono inevitabili contaminazioni con la cucina occidentale.
I primi cambiamenti nella produzione delle torte lunari sono avvenuti per quanto riguarda il ripieno, quando furono inseriti degli ingredienti un tempo considerati "inusuali", sebbene oggi siano passati a far parte della tradizione di alcune varianti regionali (tra questi, la pasta di patata dolce viola (芋泥, yù ní), l'ananas e il durian, introdotti inizialmente tra le comunità cinesi del sudest asiatico, dove l'utilizzo dei frutti tropicali è la norma nella cucina locale). La pasta esterna, successivamente, si è evoluta con l'introduzione della "torta lunare dalla pelle nevosa", la variante ammassata con farina di riso glutinoso. Un altro cambiamento è avvenuto nelle dimensioni delle torte, che sono state prodotte in versioni "mini" per consentire il consumo individuale.
Negli anni più recenti, grazie alla diffusione di stili di vita salutista, sono apparse per la prima volta anche torte lunari a ridotto contenuto di grassi. Tra queste, torte con ripieno di yogurt, confetture di frutta e gelato senza grassi. Hanno fatto la loro apparizione sul mercato perfino torte lunari ad alto contenuto di fibre e senza zucchero. Queste varianti ultramoderne sono impacchettate singolarmente e sono state create in modo da dare al cliente la scelta della dimensione e del tipo di ripieno più congeniale.
Le torte lunari contemporanee, seppure sempre più popolari, hanno anche i propri detrattori. Gli ingredienti sempre più costosi hanno portato ad un aumento di prezzo del prodotto, causando l'ipotesi di una "bolla di mercato delle torte lunari" in Cina. Alcuni critici culinari hanno a volte sottolineato che le "torte lunari al cioccolato" altro non sono che cioccolato a forma di torta lunare, mentre altri iniziano a chiedersi se le catene di produttori alimentari non inventino sapori sempre più esotici solamente per approfittare della richiesta sul mercato, senza molte preoccupazioni per il risultato finale.

### Ripieni

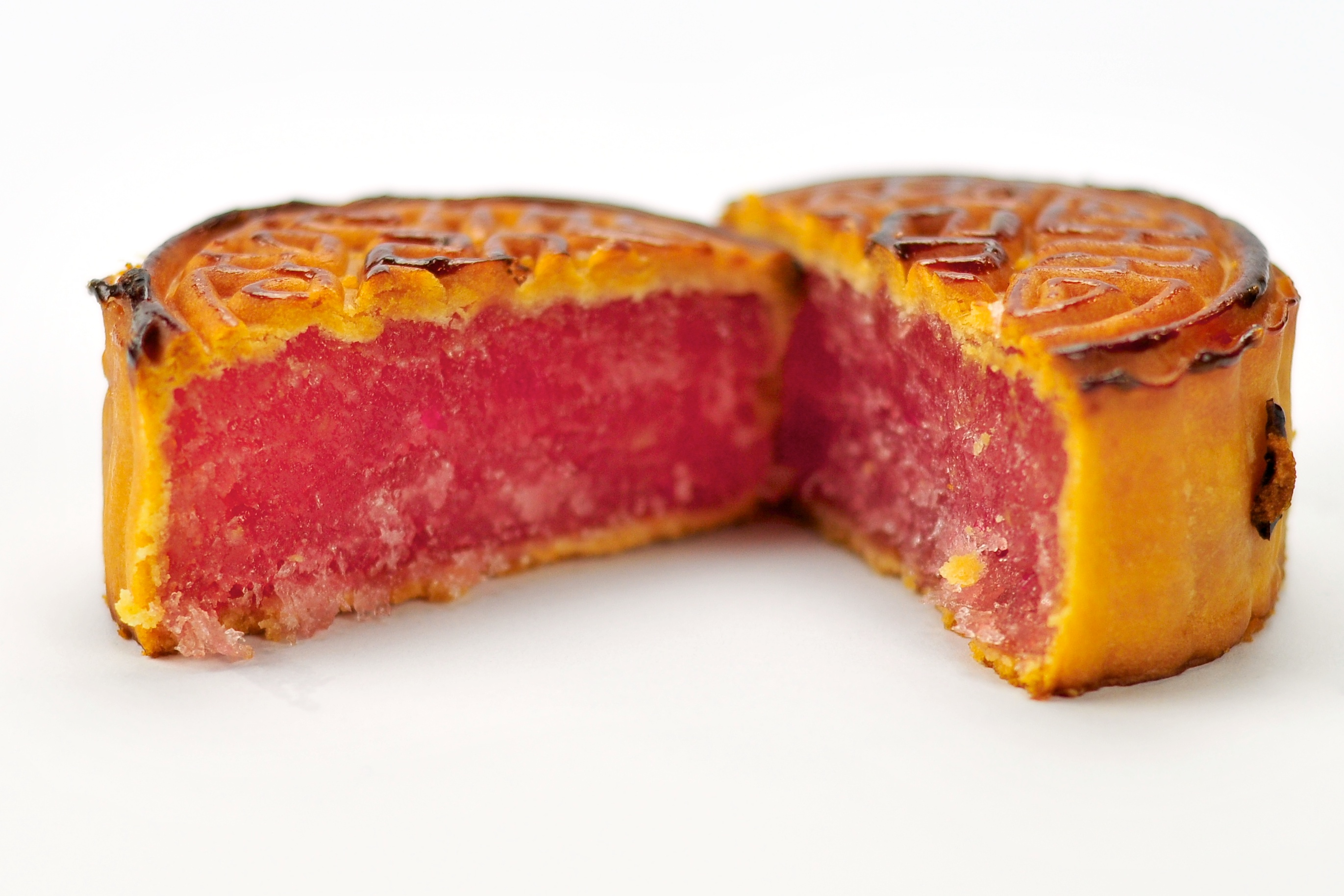
Ripieno di torta lunare

I ripieni delle torte lunari contemporanee si sono diversificati fino ad includere qualsiasi cibo possa diventare una pasta. Torte ripiene di patata dolce viola o ananas, che erano considerate molto inusuali al tempo della loro invenzione, ora sono diventate quasi tradizione in alcune regioni. Per dare un gusto moderno al dolce tradizionale, sono stati introdotti ripieni come caffè, cioccolato, frutta secca (noci ecc...), frutta fresca (ananas, melone, prugne, litchi ecc...), verdure (patata dolce ecc...) e perfino prosciutto. Sta diventato sempre più comune, inoltre, cambiare la consistenza del ripieno da una pasta densa e farinosa ad una crema simile alla crema pasticcera.
Altri esempi includono:
- philadelphia
- filamenti di carne essiccata (rousong, 肉鬆)
- tiramisù
- tè verde
- torta pandan
- durian
- gelato (di diversi gusti)
- cioccolata
- caffè
- arachidi
- mango
- pomelo
- sago

Alcune pasticcerie e ristoranti hanno tentato di fare un salto di mercato, spesso con risultati eccellenti. Le torte lunari ricoperte d'oro sono state talmente popolari quando sono apparse per la prima volta, che è ormai possibile trovare torte intere fatte di oro puro. Per quanto riguarda i ripieni, le leccornie tradizionali cinesi come il ginseng ed il nido d'uccello sono state presto seguite dall'orecchia di mare e dalla pinna di squalo. Anche compagnie alimentari straniere con mercato florido in Cina si sono inserite nella "corsa alla torta lunare". L'azienda produttrice di gelati Häagen-Dazs è stata tra le prime a creare una torta lunare ripiena di gelato, con una scelta di impasto esterno variabile tra la "tradizionale" pelle nevosa oppure impasti al cioccolato belga bianco, al latte o fondente. Altre catene produttrici di gelati e ristoranti hanno presto seguito l'esempio, tanto che non è raro trovare torte lunari ripiene di ingredienti occidentali quali crema ganache allo champagne, whisky di malto, caramello di sale vulcanico e perfino tartufo nero, caviale e foie gras.

### Paste

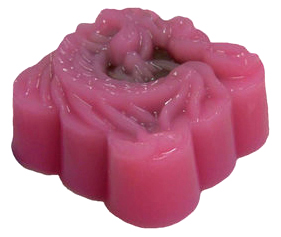
Torta lunare di gelatina rosa con ripieno di anko

Le torte lunari cosiddette "nevose" sono apparse per la prima volta sul mercato all'inizio degli anni '80. Queste torte non sono cotte, hanno pasta chiara o colorata e vengono servite fresche. Sono due i tipi principali di pasta con cui sono fatte:
- riso glutinoso: la pasta ottiene una consistenza simile a quella del mochi giapponese. Queste torte sono conosciute colloquialmente con il nome di "torte lunari dalla pelle nevosa" o "torte lunari dalla pelle di ghiaccio" (冰皮 o 冰皮月餅)[9].
- gelatinosa: la pasta è fatta di miscele gelificate come agar, gelatina o konnyaku e viene aromatizzata con una vasta gamma di aromatizzanti alla frutta.

## Varianti di altri Paesi

### Indonesia
In Indonesia ci sono centinaia di tipi di torte lunari, dalle varianti tradizionali a quelle più moderne. I tipi tradizionali sono stati importati durante il periodo delle invasioni cinesi e giapponesi, sono rotondi a simboleggiare la luna, hanno una pasta bianca e sono piuttosto sottili. I ripieni comuni includono maiale, cioccolato, formaggio, latte, durian, jackfruit ed altri frutti tropicali.

### Giappone
In Giappone, le torte lunari sono conosciute con il nome di geppei (月餅?), una traduzione diretta del nome cinese. Associate alla cultura cinese, si vendono durante tutto il corso dell'anno nelle chinatown della nazione. Il tipo più comune di ripieno è quello di azuki (pasta di fagioli rossi), ma si usano anche ripieni di diversi tipi di fagioli e anche di castagne. Diversamente da quanto accade nelle altre nazioni, in Giappone è rarissimo trovare torte che contengano tuorli d'uovo.

### Vietnam
In Vietnam le torte lunari sono conosciute con il nome di bánh trung thu (letteralmente: "torta di metà autunno"). A differenza di ciò che accade in tutte le altre nazioni, qui le torte vengono sempre consumate a coppie. I ripieni vietnamiti tradizionali sono semi di loto, melone invernale ricoperto di zucchero, salsiccia cinese, arachidi e semi di sesamo, tuttavia esistono numerosi altri ripieni dolci e salati che possono includere ingredienti quali pollo arrosto, maiale, pinna di squalo, fagioli mungo, cocco e durian.

### Filippine
Nelle Filippine, sebbene le torte lunari tradizionali siano ancora disponibili, è stata creata dai sinofilippini una variante chiamata hopia (letteralmente: "torta buona"). La hopia può avere diversi tipi di ripieni, anche salati. I più comuni sono: fagioli mungo, maiale, fagioli azuki e patata dolce viola.

### Thailandia
In Thailandia, le torte lunari (in thailandese: ขนมไหว้พระจันทร์) sono vendute nelle pasticcerie cinesi durante i periodi di festa. A Bangkok, tuttavia, la vendita delle torte lunari non è limitata alla chinatown di Yaowarat, ma è estesa anche ai mercati e supermercati cittadini. Il tipo più popolare di torta lunare in Thailandia è quello con ripieno di durian, accompagnato da uno o due tuorli d'uovo saltati.